# Ralf Forsbach
Ralf Forsbach (* 21. März 1965 in Siegburg) ist ein deutscher Historiker und Medizinhistoriker.

## Leben
Forsbach studierte ab 1984 Geschichte, Politische Wissenschaft und Völkerrecht an der Rheinischen Friedrich-Wilhelms-Universität Bonn und schloss 1990 mit dem Magister artium ab. 1995 wurde er bei Klaus Hildebrand mit der Dissertation Kiderlen-Wächter und die deutsche Außenpolitik promoviert.
Von 1994 bis 1995 leitete er kommissarisch das Archiv der Universität Bonn, von 1995 bis 1997 war er als Wissenschaftlicher Mitarbeiter am Institut für Sprach- und Literaturwissenschaften der Universität Rostock tätig, von 1997 bis 1999 am Historischen Seminar der Universität Bonn und seit 1999 am Medizinhistorischen Institut der Universität Bonn. Dort habilitierte er sich 2006 bei Heinz Schott und wurde zum Privatdozenten ernannt. 2015 wechselte er an das Institut für Ethik, Geschichte und Theorie der Medizin an der Universität Münster, 2018 an das Institut für Geschichte und Ethik der Medizin an der Universität zu Köln.
Für seine Habilitationsschrift erhielt er 2006 den später nach Herbert Lewin benannten „Forschungspreis zur Rolle der Ärzteschaft im Nationalsozialismus“ des Bundesministeriums für Gesundheit, der Bundesärztekammer und der Kassenärztlichen Bundesvereinigung. 2008 wurde er in den Beirat des Fördervereins der Gedenkstätte Hadamar berufen (kommissarischer Vorsitz seit 2021), 2015 zum Mitglied der Gesellschaft für Rheinische Geschichtskunde gewählt und 2021 Ehrenmitglied der Deutschen Gesellschaft für Innere Medizin.
Seine Hauptarbeitsgebiete sind die deutsche Geschichte des 19. und 20. Jahrhunderts, vor allem die Diplomatie- und Sozialgeschichte des Kaiserreichs, die NS-Medizin und die Gesundheitspolitik seit 1945. Forsbach hat zu diesen Bereichen zahlreiche Werke publiziert.
Forsbach ist seit 2004 verheiratet.

## Schriften (Auswahl)
- Alfred von Kiderlen-Wächter (1852–1912). Ein Diplomatenleben im Kaiserreich. Vandenhoeck und Ruprecht, Göttingen 1997, ISBN 3-525-36052-5.
- Eugen Fischer-Baling (1881–1964). Manuskripte, Artikel, Briefe und Tagebücher. Oldenbourg, Bonn 2001, ISBN 3-486-56561-3.
- Medizin im „Dritten Reich“. Humanexperimente, Euthanasie und die Debatten der Gegenwart. Lit, Münster 2006, ISBN 3-8258-9169-0.
- Die Medizinische Fakultät der Universität Bonn im „Dritten Reich“. Oldenbourg, Bonn 2006, ISBN 3-486-57989-4.
- Die 68er und die Medizin. V&R Unipress, Göttingen 2011, ISBN 3-89971-760-0.
- Mit Hans-Georg Hofer: Die Deutsche Gesellschaft für Innere Medizin in der NS-Zeit. Wiesbaden 2015, ISBN 978-3-00-049197-9.
- Mit Hans-Georg Hofer: Internisten in Diktatur und junger Demokratie. Die Deutsche Gesellschaft für Innere Medizin 1933–1970. Hrsg. von Cornel Sieber, Ulrich R. Fölsch und Maximilian G. Broglie, Berlin 2018, ISBN 978-3-95466-373-6.
- Die Medizinische Fakultät der Universität zu Köln in der NS-Zeit. Vandenhoeck und Ruprecht, Köln 2023, ISBN 978-3-412-52770-9